# Leptobotia orientalis
Leptobotia orientalis és una espècie de peix de la família dels cobítids i de l'ordre dels cipriniformes.

## Hàbitat i distribució geogràfica
És un peix d'aigua dolça, demersal i de clima subtropical, el qual viu a Àsia: la Xina.

## Observacions
És inofensiu per als humans.